# 4-Oksalomesakonatna tautomeraza
4-Oksalomesakonatna tautomeraza (EC 5.3.3.16, GalD) je enzim sa sistematskim imenom 4-oksalomesakonat keto—enol-izomeraza. Ovaj enzim katalizuje sledeću hemijsku reakciju
(1E)-4-oksobut-1-en-1,2,4-trikarboksilat {\displaystyle \rightleftharpoons } (1E,3E)-4-hidroksibuta-1,3-dien-1,2,4-trikarboksilat
Ovaj enzim je izolovan iz bakterije Pseudomonas putida KT2440.

## Literatura
- Nicholas C. Price; Lewis Stevens (1999). Fundamentals of Enzymology: The Cell and Molecular Biology of Catalytic Proteins (Third изд.). USA: Oxford University Press. ISBN 019850229X.
- Eric J. Toone (2006). Advances in Enzymology and Related Areas of Molecular Biology, Protein Evolution (Volume 75 изд.). Wiley-Interscience. ISBN 0471205036.
- Branden C; Tooze J. Introduction to Protein Structure. New York, NY: Garland Publishing. ISBN 0-8153-2305-0.
- Irwin H. Segel. Enzyme Kinetics: Behavior and Analysis of Rapid Equilibrium and Steady-State Enzyme Systems (Book 44 изд.). Wiley Classics Library. ISBN 0471303097.

## Spoljašnje veze
- 4-oxalomesaconate+tautomerase на 